# Донецьке городище
Донецьке городище — багатошарова пам'ятка археології національного значення, що розташована на високому мисі правого берега річки Уди на території міста Харкова. У відкладах культурного шару зафіксовані різноманітні археологічні матеріали в широкому хронологічному діапазоні від епохи бронзи і до давньоруського часу. Городище складається з дитинця і посаду (Селища А, Б, В). У VIII—XIII ст. н. е. Пам'ятка пов'язується із літописним давньоруським містом Донець, яке згадується в Іпатіївському літописі під 1185 роком і куди, згідно з літописом, втік з половецького полону князь Новгород-Сіверського князівства Ігор Святославич влітку 1185 або 1186 року. Занесено до Державного реєстру нерухомих пам'яток України за категорією — національного значення, за видом — археологічний, має охоронний номер — 200001-Н.

## Історія дослідження

Донець на мапі Русі

Перші невеликі археологічні розкопки на Донецькому городищі були проведені в 1902 році В. О. Городцовим під час екскурсії учасників XII Археологічного з'їзду у Харкові. У 1929 році О. С. Федоровським під час охоронних розкопок на території посаду було виявлено ряд археологічних комплексів, пов'язаних з ремісничим виробництвом. У 1955 році систематичне дослідження пам'ятки було відновлене експедицією Харківського державного університету під керівництвом Б. А. Шрамко. Масштабні розкопки на території дитинця і прилеглих територіях посаду проводилися з 1955 по 1962 рік. У 1978 році охоронні роботи на городищі проводив О. Г. Дяченко. У 2003 році розвідки і розкопки були проведені експедицією Харківського національного університету на чолі з В. В. Скирдою Під час багаторічних досліджень на Донецькому городищі був отриманий різноманітний археологічний матеріал у широкому хронологічному діапазоні від епохи пізньої бронзи до Середньовіччя. Цікаво ще те, що з Донецьким городищем відомий історик Б. О. Рибаков ототожнював половецьке місто Шарукань.

## Загальна характеристика пам'ятки

### Бронзова доба
Донецьке городище є багатошаровою археологічною пам'яткою, яка топографічно розташована на високому мисі правого берега річки Уди на південній околиці лісостепу. У відкладах його культурного шару були виявлені різноманітні археологічні матеріали в широкому хронологічному діапазоні. У нижчих шарах пам'ятки в невеликій кількості були виявлені фрагменти ліпного посуду та крем'яні вироби, характерні для зрубної культурно-історичної спільності епохи пізньої бронзи.

### Рання залізна доба
Численні знахідки представлені матеріалами скіфської епохи ранньої залізної доби, коли значно посилилася загроза нападу степних кочовиків на осіле землеробське поселення лісостепу. Власне в VI ст. до н. е. на території Донецького городища споруджується перше укріплення, яке розташовувалося на території дитинця і на території посаду, ще не відокремленого ровом від нього. Матеріали землеробського населення скіфської епохи представлені фрагментами ліпного посуду, прикрашеної проколами і пальцьовими вдавленнями по краю віночка, різноманітними глиняними пряслицями, залізними ножами і бронзовими тригранними наконечниками стріл. На думку ряду дослідників, в ранній залізній добі на цій території могло мешкати населення, яке належало до племен меланхленів. Основою їх господарства було орне землеробство. Скіфське городище проіснувало з кінця VI по IV століття до н. е. Слідів його насильницького руйнування не зафіксовано.

### Ранньослов'янський час

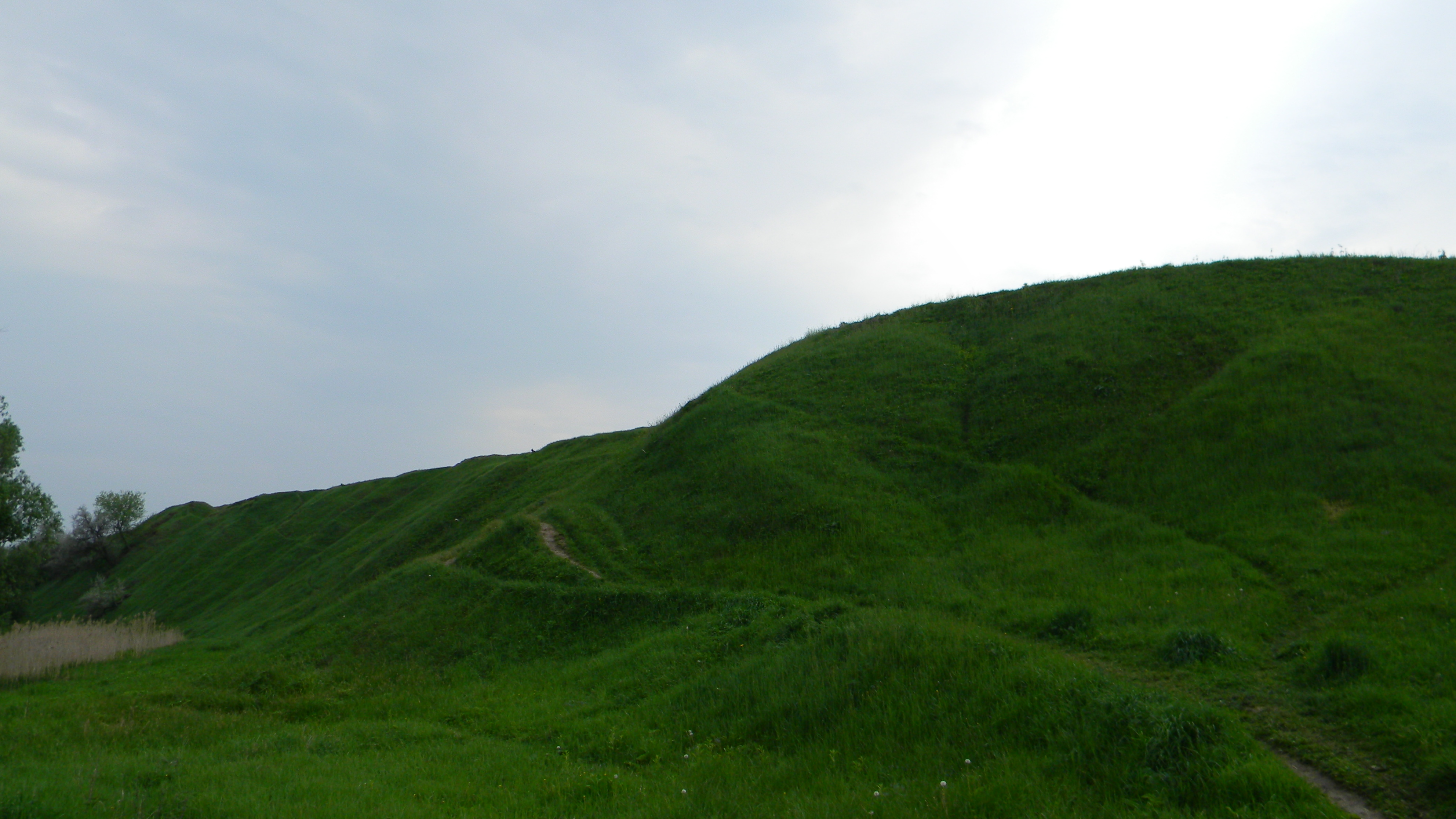
Вигляд на посад Донецького городища з боку річки

Основна маса артефактів на Донецькому городищі належить до ранньослов'янської роменської культури VIII — X століть, яку ототожнюють з літописним східнослов'янським племінним союзом сіверян, і до давньоруської культури Київської Русі X — XIII століть. Ранньослов'янське городище було значно менше зміцнено за скіфської епохи і розташовувалося на території дитинця, точний початковий розмір якого зараз важко встановити через поступове руйнування схилу з боку річки. Оборонні споруди представлені огорожею з горизонтальних колод, які були закріплені між вертикально встановленими парними стовпами.
Житло населення роменської культури представлено невеликими чотирикутними напівземлянками стовпової конструкції з двосхилим дахом, які розташовувалися прямою лінією і утворювали вулицю, що простягнулася з північного заходу на південний схід. В одній з будівель вдалось дослідити залишки віконних прорізів, дерев'яну підлогу і вхід з облицьованими деревом сходинками. У центрі напівземлянки під підлогою іноді розміщувався невеликий льох, а в одному з кутів розташовувалася глинобитна піч, вирізана в материковій глині і завершена глиняними конусами, необхідними для утримання тепла. Господарські будівлі розташовувалися біля південно-західного краю поселення. Також археологами були досліджені різні господарські ями і гончарне глинобитне однокамерне горно, завантажене глиняним посудом, призначене для випалювання кераміки.
Основна маса знахідок роменської культури представлена фрагментами ліпних посудин, орнаментованих косими насічками, зубчастим штампом і мотузковим орнаментом, рідше — невеликими пальцьовими вдавленнями. Відбитки і насічки розташовуються у вигляді пояса із зигзагів і ялинок. Крім горщиків були знайдені і глиняні сковорідки. Імпортна кераміка представлена фрагментами глечиків аланського варіанта Салтівської культури, виготовлених на гончарному крузі. У невеликій кількості виявлені уламки салтівської амфорної тари. Металеві вироби роменської культури представлені залізними ножами, рибальським гачком, наконечником стріли, уламком сокири і шаблею зі сталі. Залишки шлаків з сиродутних горнів в роменських шарах Донецького городища свідчать про освоєння місцевими ранніми ремісниками в VIII—X століттях повного циклу від видобутку заліза з руди до його обробки з метою отримання різних виробів з металу. Вироби з бронзи, каменю, кістки і рогу нечисленні.
Місцеве населення підтримувало торгові відносини зі східними купцями, про що свідчать поодинокі знахідки арабських монет. В обмін на льон, хліб, хутра, шкіру, віск, мед та інші товари місцевого виробництва жителі Донецького городища отримували від східних купців дорогі тканини, різноманітні скляні і сердолікові прикраси, срібні монети і т. ін. Торговельні відносини підтримувалися і з сусіднім Салтівським населенням, що фіксується за матеріалами імпортної гончарної кераміки. Очевидно, місцеве ранньослов'янське населення роменської культури в VIII—X ст. н. е. входило до складу Хазарського каганату.
Основу господарства жителів городища становило орне землеробство, яке доповнювалося полюванням і рибальством. До X століття н. е., на думку дослідників, тут сформувалося поселення міського типу, яке розвивалося як важливий торговельний і ремісничий центр, зафіксований під 1185 роком в Іпатіївському літописі як місто Донець. Археологічні розкопки показали, що вище шару, залишеного населенням роменської культури, залягає шар з матеріалами, характерними для давньоруського населення Київської Русі. Очевидно, що в середині X століття печеніги напали на місто і розграбували його, після чого пішли, залишивши після себе лише згарище.

### Писемні джерела
- У XVI столітті у розписах вартових пунктів, встановлених царем Іваном IV Грозним для захисту від нападу степових кочівників на московські землі, вперше в документах XVI століття, що дійшли до нас, відзначаються Донецьке й Хорошеве городища на річці Уди. У розписі місць, які мав проїхати Рильський голова для спостереження за переміщенням татар, під 1571 роком є наступна згадка:

|  | Та вниз по річці Удам через Павлове селище до Донецького городища, та до Хорошева городища через Хорошів колодязь. |

### Сучасність
У наш час Донецьке городище є пам'яткою археології та історії національного значення, яка складається з дитинця і посаду. Будь-яке незаконне здійснення розкопок, розвідок чи інших земельних робіт на території Донецького городища карається відповідно до статті 298 ККУ У 1954 році частина посаду була віддана під забудову, зараз там розташовується дачний кооператив «Коксівник» і частина житлової забудови сел. Перемога (Пилипівка) Новобаварського району міста Харкова.
Пам'ятка також є важливим туристичним об'єктом, який регулярно відвідують місцеві мешканці та гості міста та області. Щорічно 16 вересня на території Донецького городища представниками всеукраїнської громадянської організації «Патріот України» проводиться свято пам'яті предків, який збирає велику кількість глядачів з числа місцевих мешканців. Також певною традицією стала зустріч випускниками Карачівської середньої школи і Покотилівського ліцею «Промінь» світанку на території городища.
Керівниками міста та області планується будівництво меморіального комплексу поруч із пам'яткою, де раніше розташовувалося звалище побутового сміття.
|  |  |  |  |